# Leslie Mann
Leslie Mann (n. 26 martie 1972, California, SUA) este o actriță americană de comedie cunoscută pentru rolurile sale din The Cable Guy (1996), George of the Jungle (1997), Un tătic grozav (1999), Timecode (2000), Perfume (2001), Stealing Harvard (2002), The 40-Year-Old Virgin (2005), Knocked Up (2007), 17 Again (2009),  Funny People (2009), Rio (2011),  The Change-Up (2011), This Is 40 (2012), The Bling Ring (2013), The Other Woman (2014), Vacation (2015) și How to Be Single (2016), dintre care multe sunt colaborări cu soțul ei, Judd Apatow. În 2012, Elle a numit-o „regina comediei de la Hollywood."

## Viața timpurie
Mann s-a născut în San Francisco, California, și a crescut în Newport Beach. A fost crescută de mama ei, un agent imobiliar care s-a căsătorit de trei ori. Mann a declarat despre tatăl ei, „Tatăl meu este...Nu am unul. Adică, el există, dar n-am nicio relație cu el". Ea are doi frați și trei frați vitregi mai în vârstă. Bunica maternă, Sadie Viola Heljä Räsänen, a fost fiica unor imigranți finlandezi.

## Filmografie

### Film
| An   | Titlu                     | Rol                      | Note           |
| ---- | ------------------------- | ------------------------ | -------------- |
| 1991 | Virgin High               | figurant                 | [ 7 ]          |
| 1996 | Bottle Rocket             | Sorority Girl            | nemenționată   |
| 1996 | Cosas que nunca te dije   | Laurie                   |                |
| 1996 | She's the One             | Connie                   |                |
| 1996 | Last Man Standing         | Wanda                    |                |
| 1996 | The Cable Guy             | Robin Harris             |                |
| 1997 | George of the Jungle      | Ursula Stanhope          |                |
| 1999 | Big Daddy                 | Corinne Maloney          |                |
| 2000 | Timecode                  | Cherine                  |                |
| 2001 | Perfume                   | Camille                  |                |
| 2002 | Orange County             | Krista Brumder           |                |
| 2002 | Stealing Harvard          | Elaine Warner            |                |
| 2005 | The 40-Year-Old Virgin    | Nicky                    |                |
| 2007 | Knocked Up                | Debbie                   |                |
| 2008 | Drillbit Taylor           | Lisa Zachey              |                |
| 2008 | Beverly Hills Chihuahua   | Bimini                   | nemenționată   |
| 2009 | 17 Again                  | Scarlett O'Donnell       |                |
| 2009 | Funny People              | Laura                    |                |
| 2009 | Shorts                    | Mom Thompson             |                |
| 2009 | I Love You Phillip Morris | Debbie Russell           |                |
| 2011 | Rio                       | Linda Gunderson          | Rol de voce    |
| 2011 | Little Birds              | Margaret Hobart          |                |
| 2011 | The Change-Up             | Jamie Lockwood           |                |
| 2012 | ParaNorman                | Sandra Babcock           | Rol de voce    |
| 2012 | This Is 40                | Debbie                   |                |
| 2013 | The Bling Ring            | Laurie Moore             |                |
| 2014 | Mr. Peabody & Sherman     | Patty Peterson           | Rol de voce    |
| 2014 | Rio 2                     | Linda Gunderson          | Rol de voce    |
| 2014 | The Other Woman           | Kate King                |                |
| 2015 | Vacation                  | Audrey Griswold-Crandall |                |
| 2016 | How to Be Single          | Meg Kepley               |                |
| 2016 | The Comedian              | Harmony Schiltz          |                |
| 2018 | Blockers                  | Lisa Decker              |                |
| 2018 | Welcome to Marwen         | Nicol                    |                |
| 2019 | Motherless Brooklyn       | Julia Minna              |                |
| 2020 | Blithe Spirit             | Elvira Condomine         |                |
| 2020 | The Croods: A New Age     | Hope Betterman           | Rol de voce    |
| 2022 | Cha Cha Real Smooth       |                          | Post-producție |
| TBA  | The Bubble                |                          | Post-producție |

### Televiziune
| An   | Titlu                          | Rol                 | Note                                        |
| ---- | ------------------------------ | ------------------- | ------------------------------------------- |
| 1994 | Birdland                       | Nurse Mary          | Episodul: "Grand Delusion"                  |
| 1995 | The Wright Verdicts            | Erica Mercer        | Episodul: "Pilot"                           |
| 1998 | Hercules                       | Amphitrite          | Rol de voce; 2 episoade                     |
| 1999 | Freaks and Geeks               | Ms. Foote           | Episodul: "Chokin and Tokin"                |
| 2011 | Modern Family                  | Katie               | Episodul: "Treehouse"                       |
| 2011 | Allen Gregory                  | Gina Winthrop       | 7 episoade                                  |
| 2014 | The Simpsons                   | Leslie Mann         | Rol de voce; Episodul: "Steal This Episode" |
| 2014 | Makers: Women Who Make America | Narator             | Episodul: "Women in Comedy"                 |
| TBA  | The Power                      | Margot Cleary-Lopez | Rol principal                               |

## Legături externe
- Leslie Mann la Internet Movie Database